# 260 Huberta
Huberta è un asteroide della fascia principale del diametro medio di circa 94,67 km. Scoperto nel 1886, presenta un'orbita caratterizzata da un semiasse maggiore pari a 3,4442388 UA e da un'eccentricità di 0,1176004, inclinata di 6,41455° rispetto all'eclittica.
Stanti i suoi parametri orbitali, è considerato un membro della famiglia Cibele di asteroidi.
Il suo nome è dedicato a Sant'Uberto, santo franco dell'VIII secolo.